# 陳亭嘉
陳渃晴  （原名：陳亭嘉）（英語：Kaka Chan，1989年8月27日—）香港女藝人，前無綫電視女藝員，曾參演十幾套劇集。

## 簡歷
陳渃晴(原名 陳亭嘉）出生於香港，曾就讀宣道中學。第24期無綫電視藝員訓練班畢業後加入無綫電視，較出色角色為2010年節目《荃加福祿壽》飾朱麗倩，後亦參與電視劇。
2014年離開無綫電視後，直至2018年參加viuTV選秀節目《Good Night Show 廣告女皇》而成名。
2016年嫁給餐飲集團創辦人Joe Wong，現有兩名兒子Jaden及Klayton。

## 演出作品

### 電視劇（無綫電視）
| 年份   | 劇名             | 角色 |
| 2010年 | 天天天晴         | 職員／接待員 |
| 2010年 | 讀心神探         | 陪酒妹 |
| 2011年 | 隔離七日情       | 泳客 |
| 2011年 | 你們我們他們     | 職員（第2、6集）、學生（第3集）、姊妹團（第5集）、Natalie（第8集）                                                          |
| 2011年 | 女拳             | 苦主 |
| 2011年 | 誰家灶頭無煙火   | 學員／Joyce |
| 2011年 | 真相             | Wendy |
| 2011年 | 潛行狙擊         | Model／乘客／護士／妓女 |
| 2011年 | 團圓             | 參賽者 |
| 2011年 | 萬凰之王         | 秀青 |
| 2011年 | 法證先鋒III      | 大學生（第15集） |
| 2011年 | 結·分@謊情式     | 部長（第15集）、Coffee（第26集）、少女（第43集）                                                                            |
| 2012年 | 4 In Love        | Cherry |
| 2012年 | 換樂無窮         | 接待員 |
| 2012年 | 當旺爸爸         | Eva |
| 2012年 | 東西宮略         | 紫蘭 |
| 2012年 | 拳王             | 琴行職員 |
| 2012年 | 愛·回家 (第一輯) | 女顧客（第19集）、Joline（第51集）、助手（第289集）、秘書（第320集）、售貨員（第395集）、店員（第482集）、接待員（第515集） |
| 2012年 | 衝呀！瘦薪兵團   | 護士（第5集） |
| 2012年 | 怒火街頭2        | 妓女 |
| 2012年 | 飛虎             | Cammy（第8集） |
| 2012年 | 護花危情         | 記者（第1、3集） |
| 2012年 | 幸福摩天輪       | 冼潔貞之朋友（第11集） |
| 2012年 | 巴不得媽媽...    | 嫩模 |
| 2012年 | 名媛望族         | 名妓 |
| 2012年 | 法網狙擊         | 童黨（第5集） |
| 2013年 | 初五啟市錄       | 詠梅（第8、9、20集） |
| 2013年 | 心路GPS          | 助導 |
| 2013年 | 戀愛季節         | 職員 |
| 2013年 | 女警愛作戰       | 美女、主持（第18集） |
| 2013年 | 仁心解碼II       | 余杏芝（Cindy） |
| 2013年 | 神探高倫布       | 銀行職員（第23集） |
| 2013年 | 好心作怪         | May（第12集） |
| 2013年 | 師父·明白了      | 女子 |
| 2013年 | 衝上雲霄II       | 護士（第36集） |
| 2013年 | 神鎗狙擊         | 年青女子（第1集） |
| 2013年 | My盛Lady         | 模特兒（第16集） |
| 2014年 | 單戀雙城         | 林樂慧 |
| 2014年 | 愛我請留言       | Eric女友 |
| 2014年 | 廉政行動2014     | 夜場客人（第4集） |
| 2014年 | 女人俱樂部       | D Fitness職員 |
| 2014年 | 點金勝手         | 潘碧琪（Maggie） |
| 2014年 | 寒山潛龍         | 雲蘿 |
| 2014年 | 大藥坊           | Nancy |
| 2015年 | 八卦神探         | 雷蕾 |
| 2015年 | 華麗轉身         | 店員（第1集） |
| 2015年 | 陪著你走         | 護士Amy |
| 2015年 | 無雙譜           | 楚楚 |
| 2015年 | 梟雄             | 娥 |

### 電視節目（無綫電視）
- 2010年：《荃加福祿壽》
- 2012年：《千奇百趣高B班》飾 助手（粉刷）
- 2012年：《歐洲國家盃至like一分鐘》

### 電視節目（viuTV）
- 2018年：《Good Night Show 廣告女皇》參賽者

### 電影
- 2011年：我愛HK開心萬歲 飾 1987年夜總會舞小姐
- 2011年：勁抽福祿壽 飾 美女摔角手
- 2012年：2012我愛HK喜上加囍 飾 市民

### MV
- 2013年：Little Something（林欣彤）
- 2017年：同擔日月天（神奇膠）

## 外部連結
- 陳亭嘉的Instagram帳戶